# Karla (film)
Pour les articles homonymes, voir Karla.
Pour plus de détails, voir Fiche technique et Distribution.
Karla est un drame est-allemand réalisé par Herrmann Zschoche en 1965. Censuré par la 11e plénum du comité central du Parti socialiste unifié d'Allemagne pour sa critique sociale trop appuyée, le film n'est sorti qu'en 1990.

## Synopsis
Karla Blum vient de terminer ses études universitaires à Berlin et doit prendre son premier poste de professeur d'allemand et d'histoire dans une classe de 12e année (équivalent de la terminale en France) dans une petite ville du nord de la RDA, au lycée Theodor Fontane.
La jeune enseignante, sûre d'elle, ne veut pas seulement transmettre de la matière à ses élèves, mais surtout leur apprendre à penser de manière autonome et critique. Son comportement non conventionnel, qui va à l'encontre des modèles de pensée socialistes en vigueur, provoque des réactions diverses chez les élèves, les collègues, le directeur, la conseillère scolaire et les autorités. Seul le directeur, marqué par la guerre et les expériences amères de l'après-guerre, qui abhorre la bureaucratie d'État, tente de la soutenir. Elle trouve également un soutien dans la relation amoureuse égale et tolérante qu'elle entretient avec le journaliste Kaspar, qui, parce qu'il n'a pas été autorisé à révéler les crimes de Staline, a abandonné son métier en signe de protestation.
Lorsque Karla reçoit un prix de l'école pour son enseignement, elle se rend compte qu'elle a cédé, par sa prudence, aux exigences de la direction de l'école. Comme Kaspar, elle s'est résignée intérieurement. Cette prise de conscience l'incite à reprendre son approche anticonformiste initiale. Son excursion privée au bord de la mer avec Rudi, un élève rebelle, est l'occasion pour les autorités scolaires de la transférer dans une autre école. Elle est déjà dans le train pour quitter la petite ville lorsque Kaspar bondit au dernier moment pour la rejoindre.

## Fiche technique
- Titre original : Karla ou Wer zuletzt lächelt
- Titre français : Karla
- Réalisateur : Herrmann Zschoche
- Scénario : Ulrich Plenzdorf, Herrmann Zschoche
- Photographie : Günter Ost
- Montage : Brigitte Krex (de)
- Son : Wolf-Joachim Preugschat
- Musique : Karl-Ernst Sasse
- Costumes : Luise Schmidt
- Sociétés de production : Deutsche Film AG
- Pays de production :  Allemagne de l'Est
- Langue de tournage : allemand
- Format : Noir et blanc - 2,35:1 - Son mono - 35 mm
- Durée : 128 minutes (2h08)
- Genre : Drame
- Dates de sortie :
  - Allemagne de l'Est : 14 juin 1990

## Distribution
- Jutta Hoffmann : Karla Blum
- Jürgen Hentsch : Kaspar
- Hans Hardt-Hardtloff (de) : le directeur Alfred Hirte
- Inge Keller : l'inspectrice Jansen
- Rolf Hoppe : l'instituteur Eiffler
- Herwart Grosse (de) : l'instituteur Jott
- Jörg Knochée (de) : Rudi Schimmelpfennig
- Klaus-Peter Pleßow (de) : Uwe Wenndorf
- Peter Sturm (de) : Hartmann